# Commerce extérieur du Pakistan

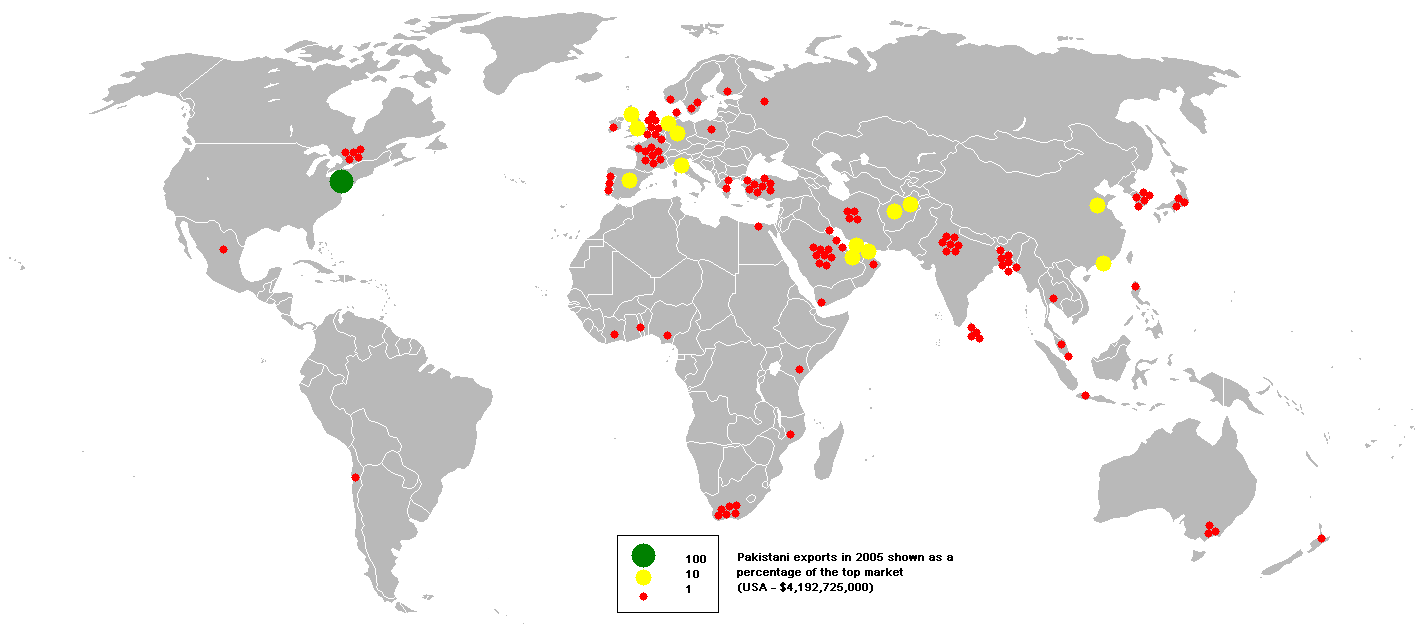
Les principaux pays de destinations des exportations pakistanaises en 2005.

Le commerce extérieur du Pakistan est un élément important de l'économie du pays, incluant ses importations et exportations vers les pays étrangers. Le pays tente d'augmenter ses exportations pour développer son économie, mais fait face à une balance commerciale déficitaire. Il est membre de plusieurs organisations commerciales, comme l'Organisation mondiale du commerce ou l'Accord de libre-échange de l'Asie du Sud. 
Le pays exporte surtout du coton et des produits textiles, ainsi que du ciment et de la nourriture. Il importe l'essentiel de ses besoins en énergie ainsi que des produits à plus fortes valeurs ajoutées (technologies et transports surtout). Son principal partenaire commercial est la Chine, qui compte pour près de 20 % du commerce total du Pakistan. 

## Historique

Pays membres de l'Accord de libre-échange de l'Asie du Sud.

Depuis son indépendance le 14 août 1947, le Pakistan tente d'augmenter ses exportations afin de développer l'économie du pays et de rapporter des devises étrangères. Le Pakistan rejoint l'Accord général sur les tarifs douaniers et le commerce (GATT) le 30 juillet 1948 et fait partie des membres fondateurs de l'Organisation mondiale du commerce (OMC) le 1er janvier 1995. Le Pakistan est également un membre fondateur de l'Accord de libre-échange de l'Asie du Sud, qui contient tous les pays du sous-continent indien et est justement signé le 6 janvier 2004 à Islamabad, capitale du Pakistan. Il réunit l'Afghanistan, le Bangladesh, le Bhoutan, l'Inde, les Maldives, le Népal, le Pakistan et le Sri Lanka.
L'un des principaux axes de la politique commerciale du Pakistan se situe dans le renforcement des liens avec la Chine, dans un contexte d'accord diplomatique entre les deux pays. Les premiers accords commerciaux sont signés peu après le traité frontalier sino-pakistanais de 1963. Une zone de libre-échange est conclue entre les deux pays en novembre 2006 et entre en application en juillet 2007. D'un coté, la Chine exonère des produits stratégiques pour le Pakistan comme le matériel médical, la fibre de coton ou le marbre et le Pakistan supprime les droits de douane sur les produits électroniques, chimiques ou électriques et les machines. Le commerce entre les deux pays se développe surtout de façon importante avec le corridor économique Chine-Pakistan signé en 2016. Toutefois, bien que celui-ci contribue à doper le PIB pakistanais ainsi que ses infrastructures, il aggravent le déficit commercial du pays au bénéfice de la Chine, en raison de l'importation des ressources et biens nécessaires à la réalisation des projets.

## Balance commerciale
Le pays fait face à une balance commerciale chroniquement déficitaire. Pour l'année fiscale 2015-2016, le pays a exporté pour 20,8 milliards de dollars et importé pour 44,76 milliards, soit un déficit de près de 24 milliards de dollars. 
Le pays exporte surtout du riz, du textile, du marbre, du ciment, du coton, des fruits, du blé, du matériel médical ou du poulet. Son industrie textile est particulièrement stratégique, mais elle est fragile d'autant plus qu'elle fait face à une rude concurrence internationale. L'industrie cimentière bénéficie également d'exportations importantes vers le Moyen-Orient et plus récemment vers l'Inde. 
Le pays importe en revanche l'essentiel de ses besoins en énergie (pétrole et gaz), de même que du fer et de l'acier, des biens d'équipements, véhicules de transports et matériels électroniques.  

## Statistiques
En juillet 2017, les principaux partenaires commerciaux du Pakistan sont la Chine, les pays de l'Union européenne, les Émirats arabes unis, l'Arabie saoudite et les États-Unis. Le principal pays d’importation est la Chine, de même que l'Arabie saoudite et les Émirats arabes unis pour les ressources énergétiques. Les principaux pays d'exportation sont ceux réunis de l'Union européenne, des États-Unis et de la Chine. 
| Pays                | % des importations | % des exportations | % du commerce total |
| ------------------- | ------------------ | ------------------ | ------------------- |
| Chine               | 31                 | 11                 | 16,9                |
| Union européenne    | 10,4               | 18,2               | 13,0                |
| Émirats arabes unis | 12,1               | 8,5                | 10,9                |
| Arabie saoudite     | 12,2               | 8,5                | 9,0                 |
| États-Unis          | 3,7                | 13,6               | 6,7                 |
| Koweït              | 6,3                | 0,07               | 4,4                 |
| Inde                | 3,7                | 2,1                | 3,2                 |
| Malaisie            | 9                  | 0,9                | 2,9                 |
| Japon               | 3,6                | 1,6                | 2,9                 |
| Iran                | 3,4                | 1,8                | 2,9                 |
| Afghanistan         | 0,3                | 7,6                | 2,8                 |
| Singapour           | 4,1                | 0,3                | 2,8                 |